# 佐登妮絲城堡
佐登妮絲城堡（英語：Château De Jourdeness），或名佐登妮絲大埔美生技園區（英語：Jourdeness Dapumei Biotech Park），是位於臺灣嘉義縣大林鎮大埔美精密機械園區內的生技園區。該園區美容保養品牌佐登妮絲公司於2015年購地4.64公頃、2019年斥資新台幣30億元興建，為全臺乃至亞太地區規模最大的美容生技園區。

## 概要
佐登妮絲大埔美生技園區佔地五萬平方公尺，建置有智慧工廠、研發中心、綠建築、商場、歐式莊園等設施。其結合生技研發、智慧工廠及休閒觀光於一體。其中，佐登妮絲城堡的基地面積12954坪、建築面積2481坪，以古典巴洛克風格打造，並結合多種歐洲文藝復興時期的建築元素融入設計。其建築材質為玻璃纖維強化水泥，並以纖維強化塑膠打造雕塑。主建築的銅製穹頂高50公尺，以幾何圖形融合巴洛克和新藝術設計，透過日照呈現建築線條。在穹頂下，則會釋放與法國百年精油大廠合作打造的香味。
園區主要以「凱莉公主噴泉」及「琦琦公主噴泉」兩座寬15公尺的景觀雕塑噴泉，與佔地8000坪的歐式花園構成。周遭則以綿延250公尺的500株落羽松林包圍。其藝術長廊長200公尺、挑高14公尺，呈現「ㄇ」字型環繞城堡，柱子則以多立克柱、愛奧尼柱、柯林斯柱三種樣式組成。園區另外有19處拍照打卡景點、克里斯松林、米勒亭和靜池與各式商場餐廳等。室內則附設沉浸式劇場、DIY教室、與12間國際級實驗室：其包括香氛實驗室、P2生物安全實驗室、安定性實驗室、生物技術實驗室、真空昇華實驗室等。佐登妮絲集團總經理陳佳琦表示，城堡二樓的研發中心，產能比起佐登妮絲的大甲舊廠，提升了5至10倍。

## 沿革
1989年，陳正雄於臺中市北區中清路一段812號、816號址成立「佐登妮絲集團」專營美容SPA及保養品生產銷售，集團版圖遍及中國、馬來西亞等地。2015年上櫃同時，因大甲幼獅廠之研發、物流倉儲空間不足而決定另覓廠址，於嘉義縣大林鎮大埔美精密機械園區斥資新台幣近五億元購地超過五萬平方公尺興建生技園區。隔年9月25日，佐登妮絲大埔美生技園區破土興建。2017年，陳正雄長女陳佳琦接任總經理，開始主導企業營運跨足化妝品、保養品及醫美領域。2019年，籌劃四年之久的佐登妮絲城堡正式動工興建，由旅居維也納多年的本土建築師劉哲揚的宇揚設計團隊負責城堡的建築設計、副董事長陳政治負責建設工程2022年10月1日落成啟用、11月1日正式開幕，並以陳春安為佐登妮絲城堡暨「佐美館」總經理。

## 圖廊

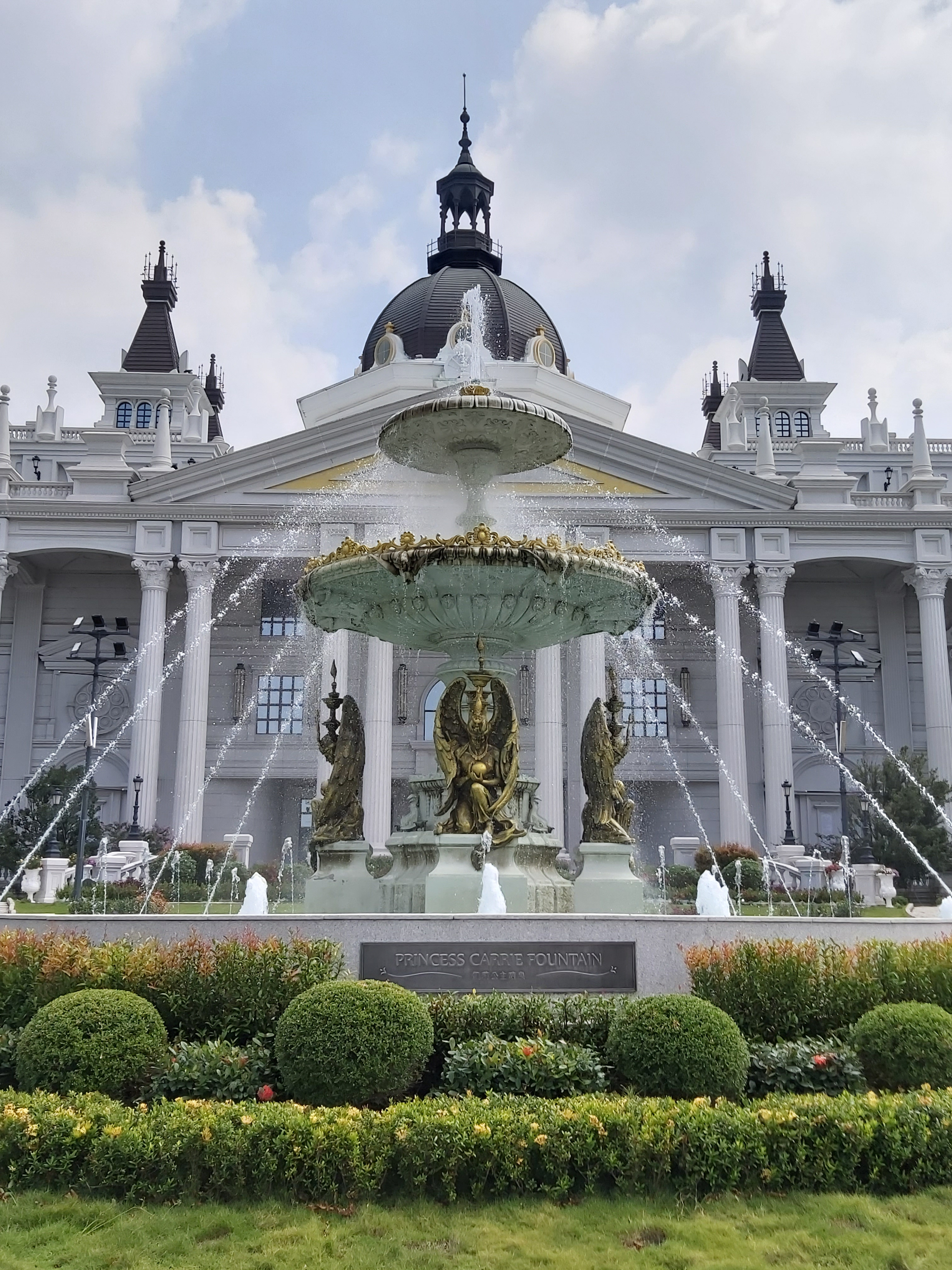
凱莉公主噴泉
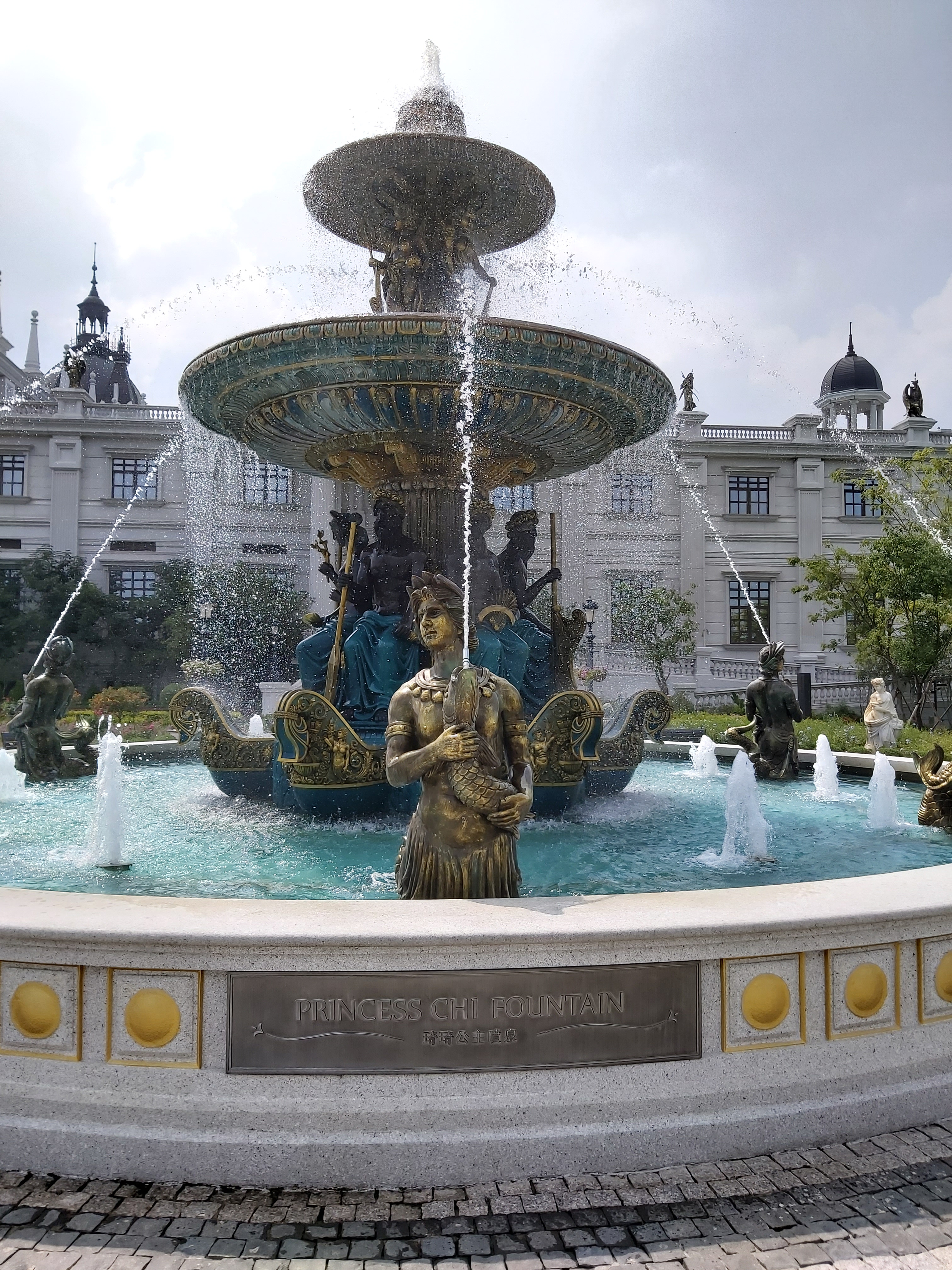
琦琦公主噴泉
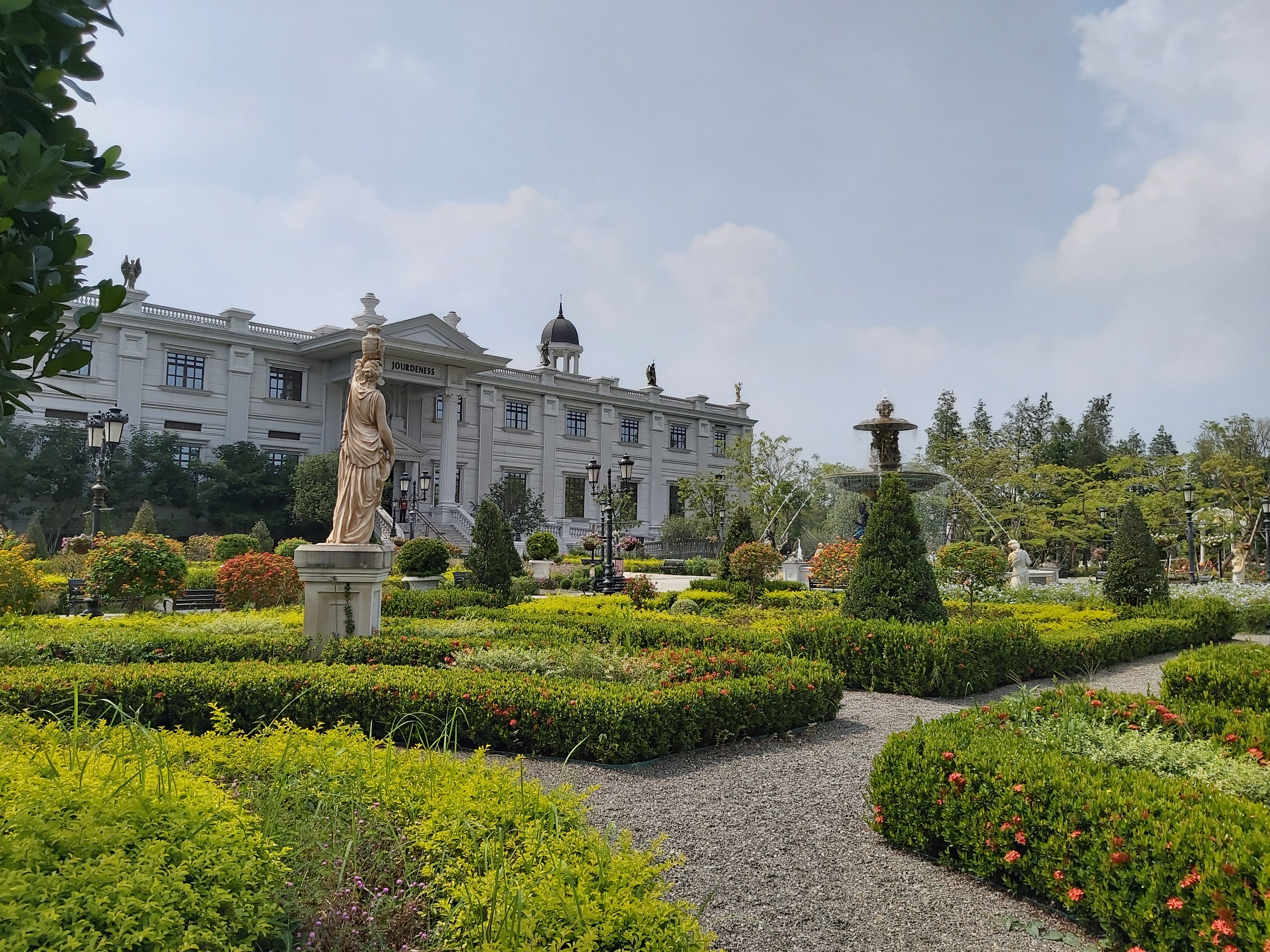
妮絲公主花園
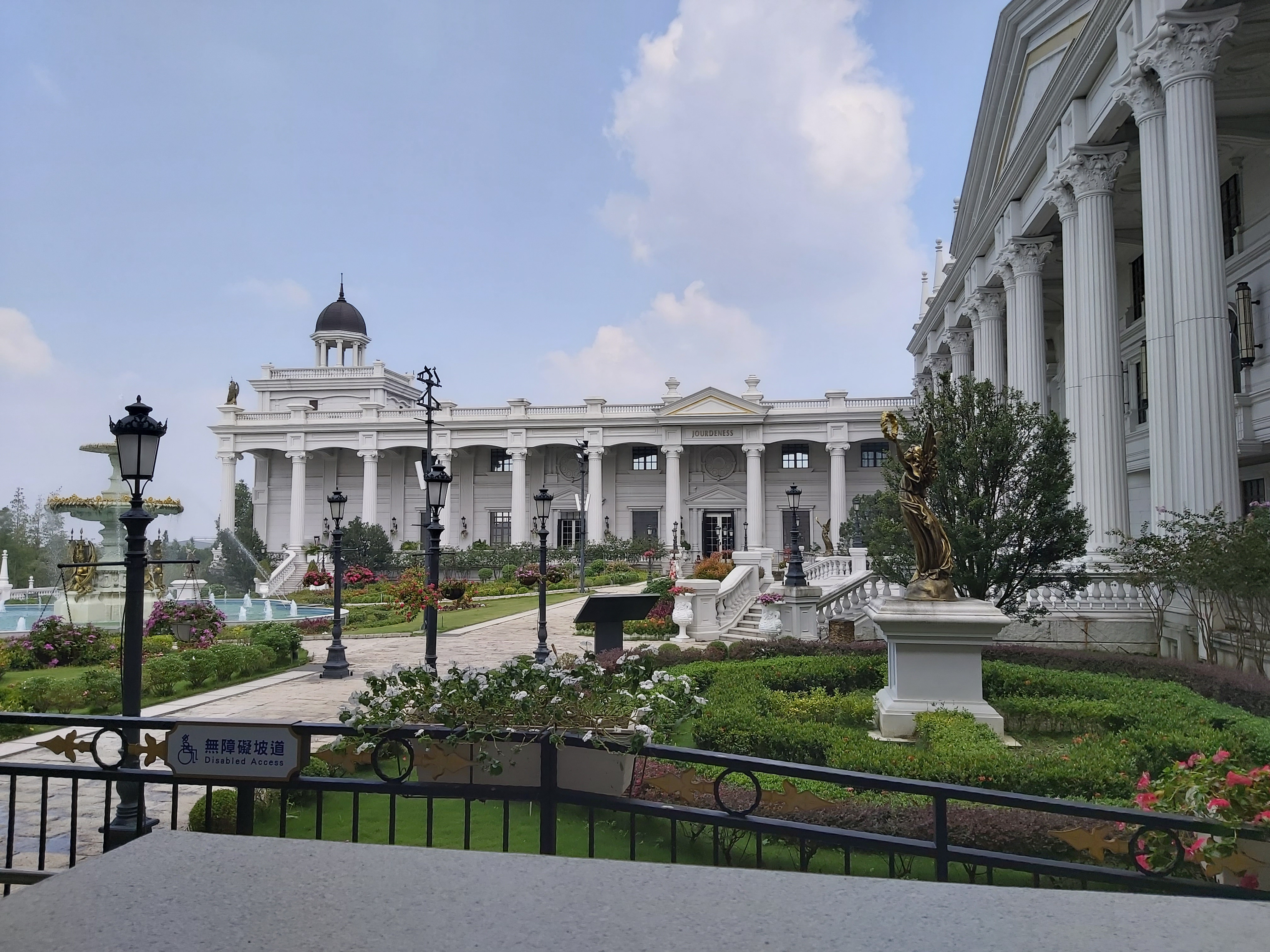
布萊恩花園廣場
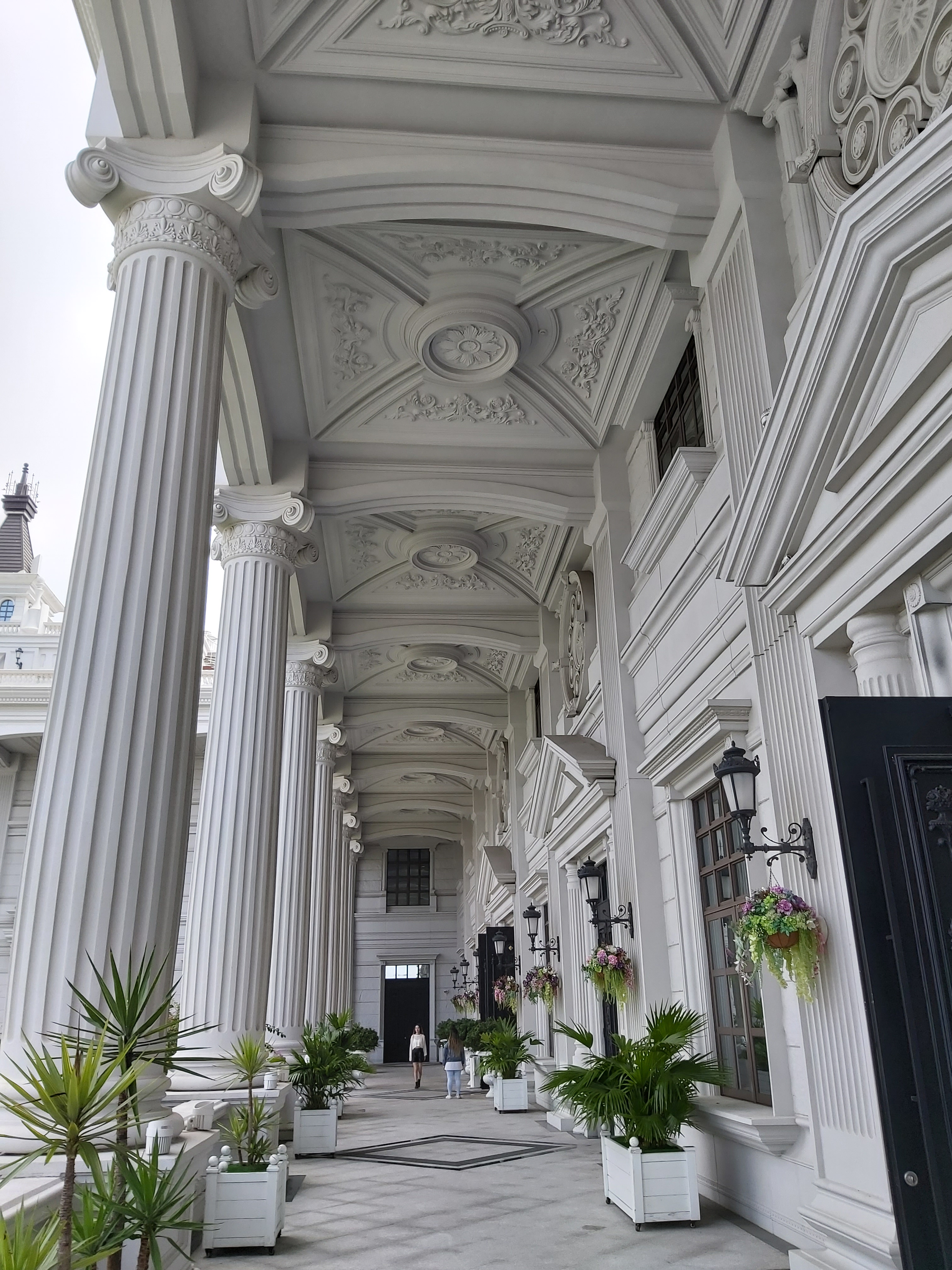
藝術廊道
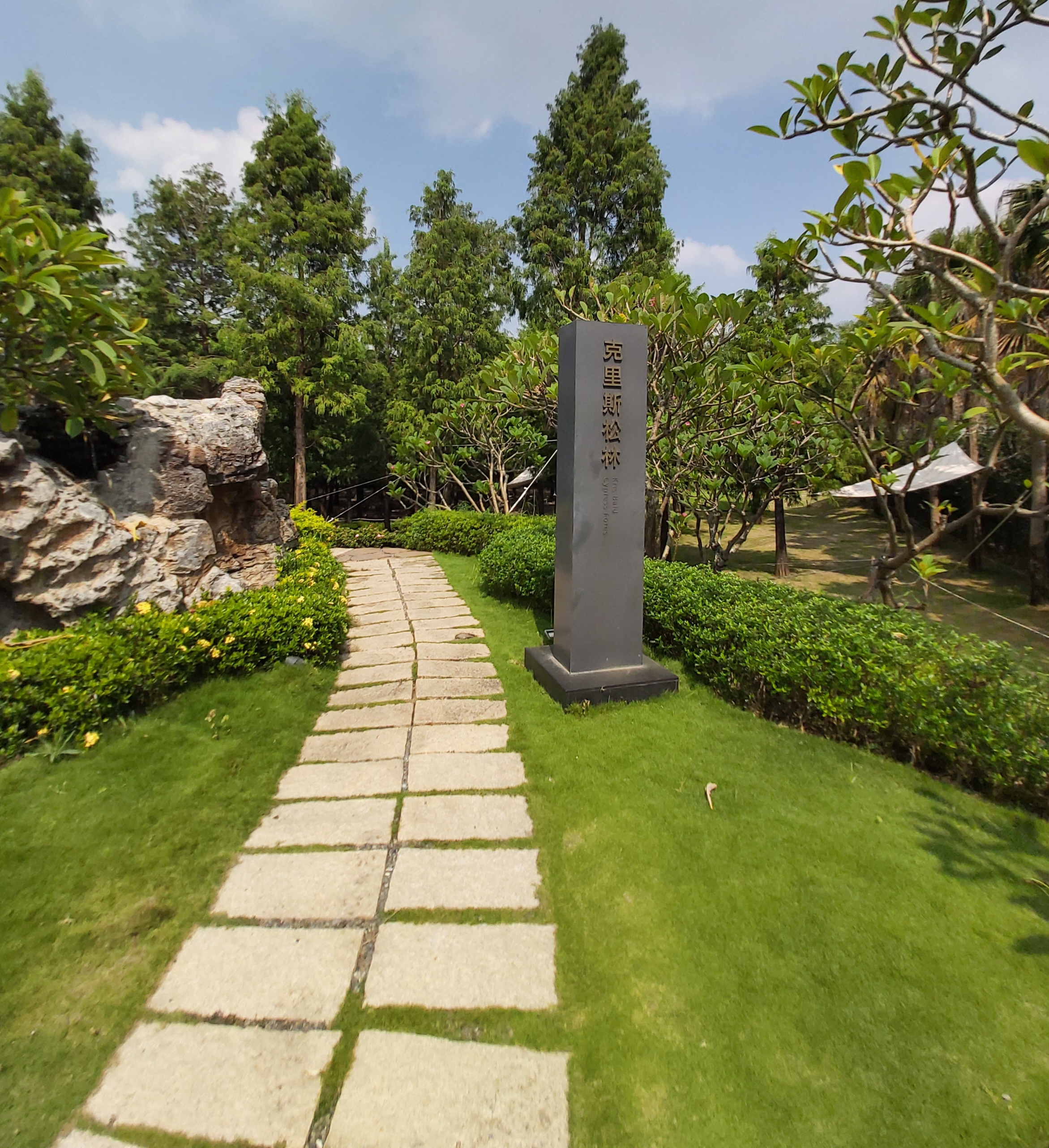
克里斯松林
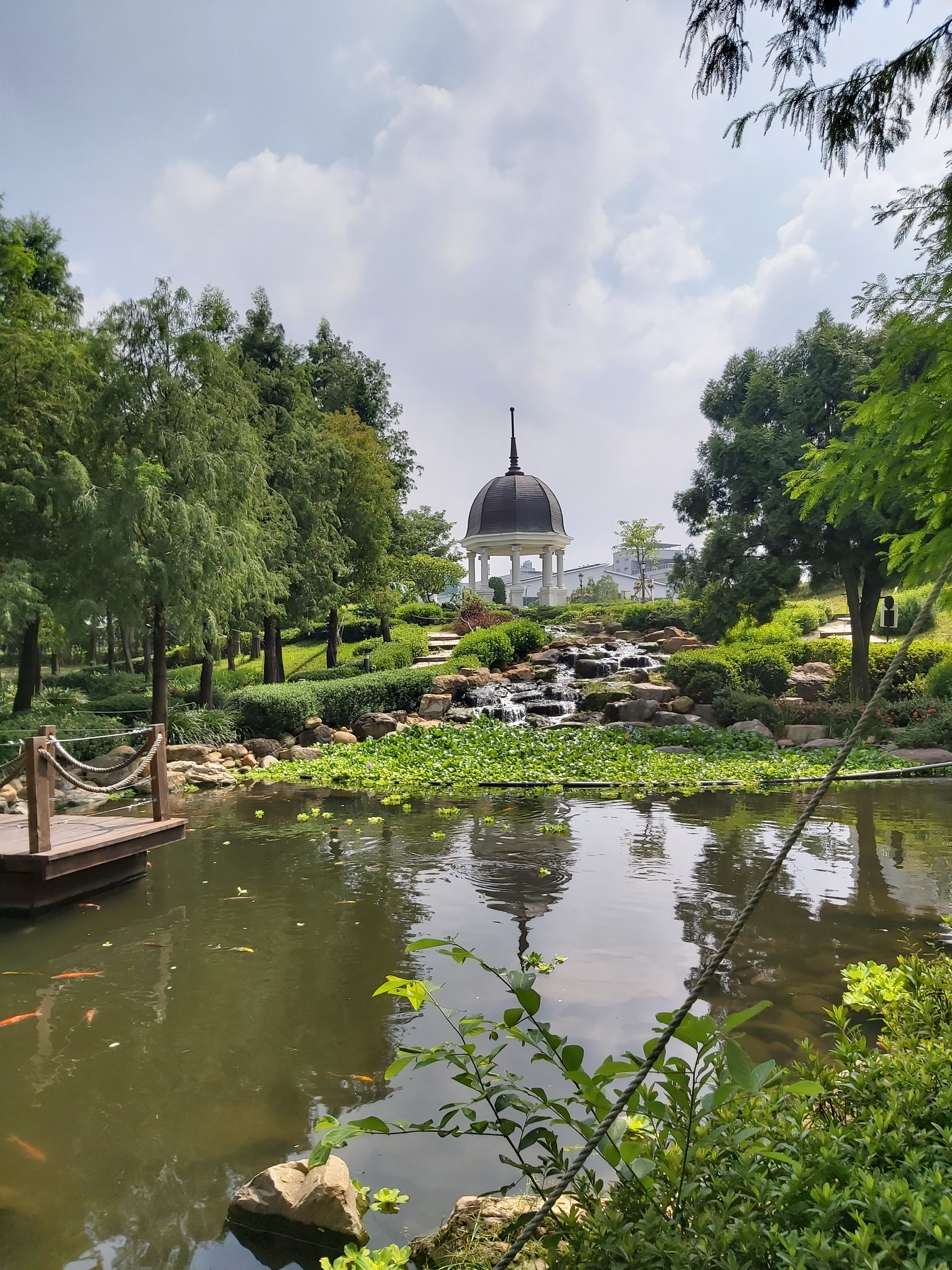
米勒亭與靜池
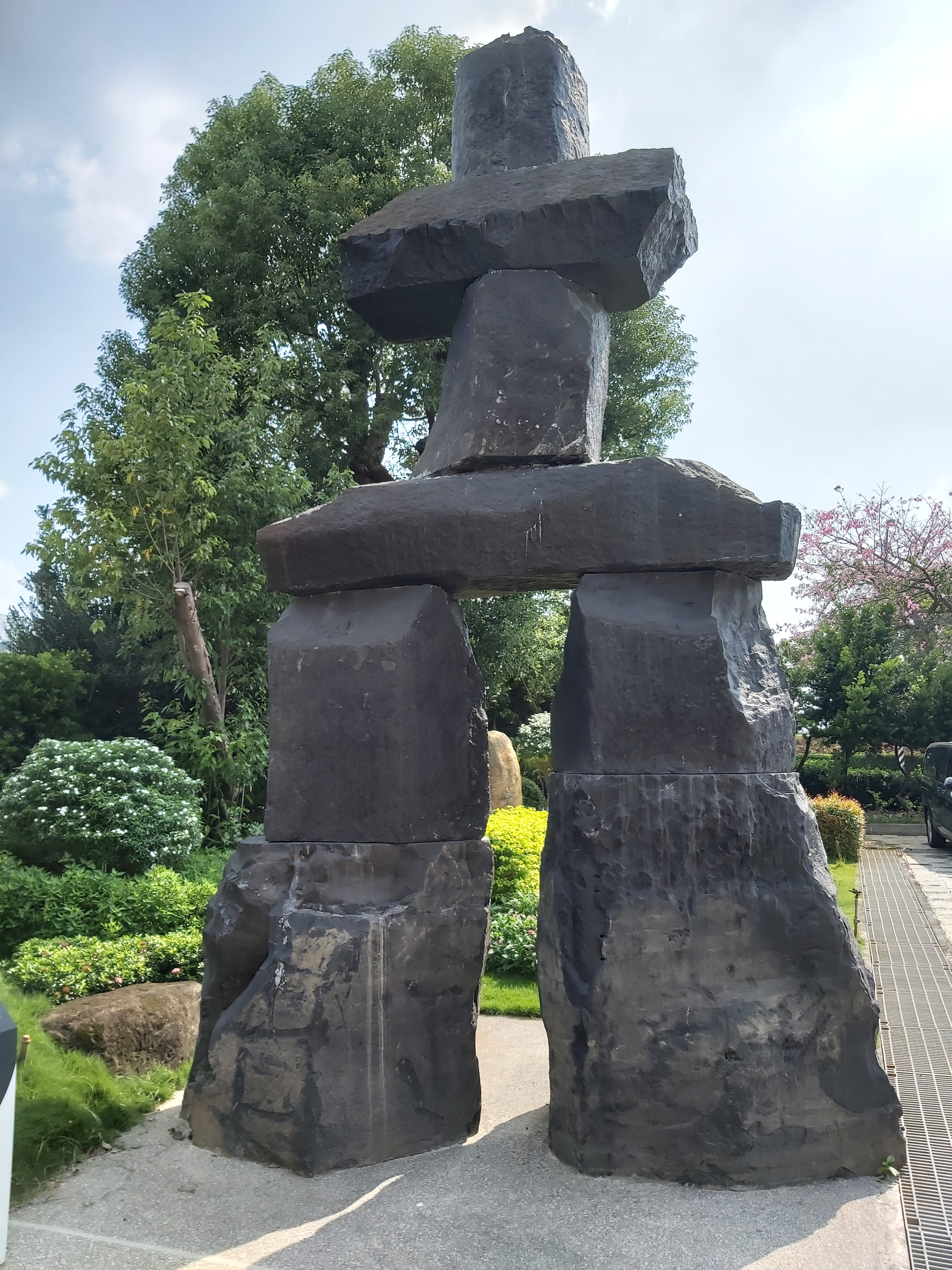
因努伊特
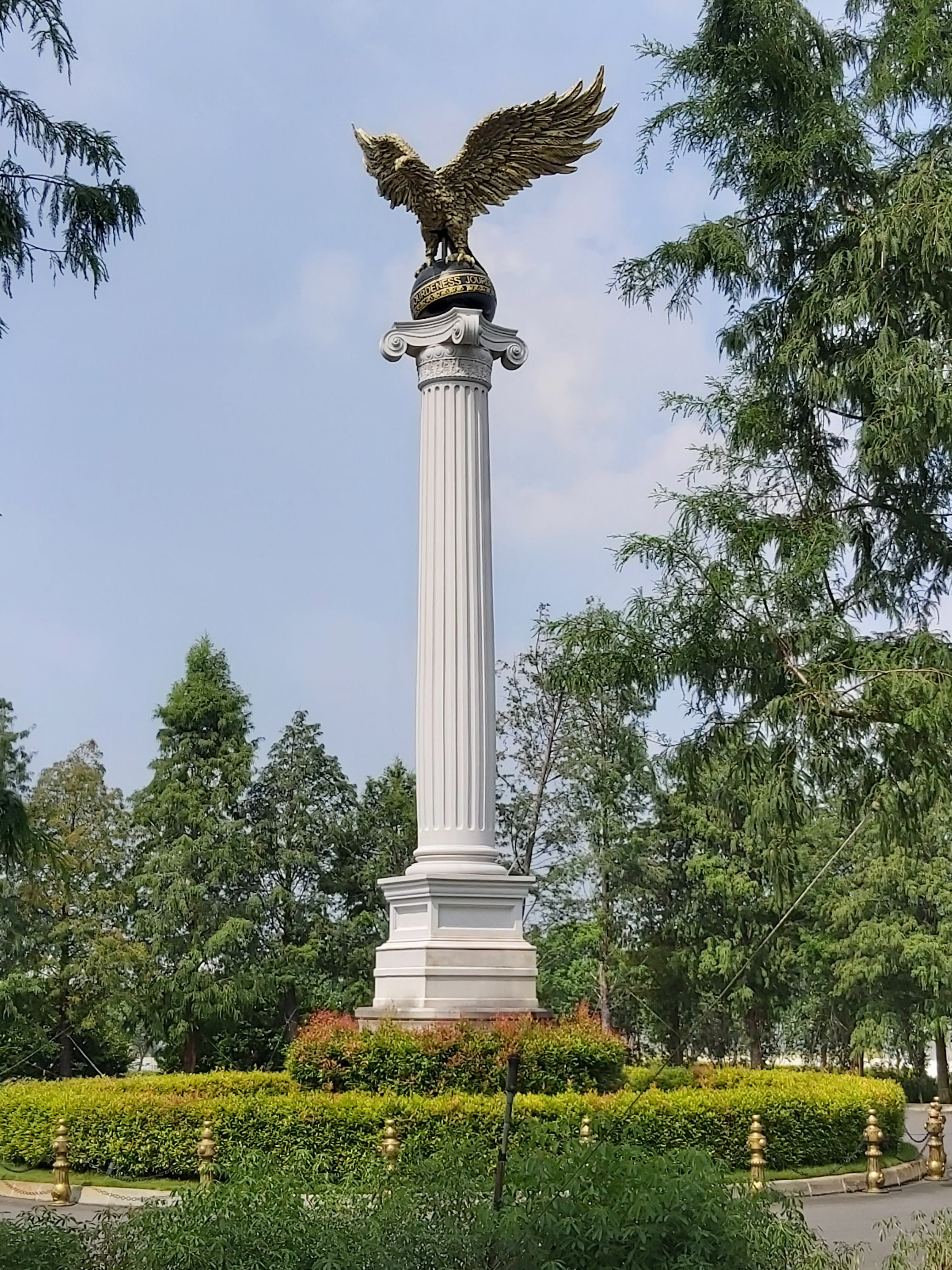
天鷹雕像
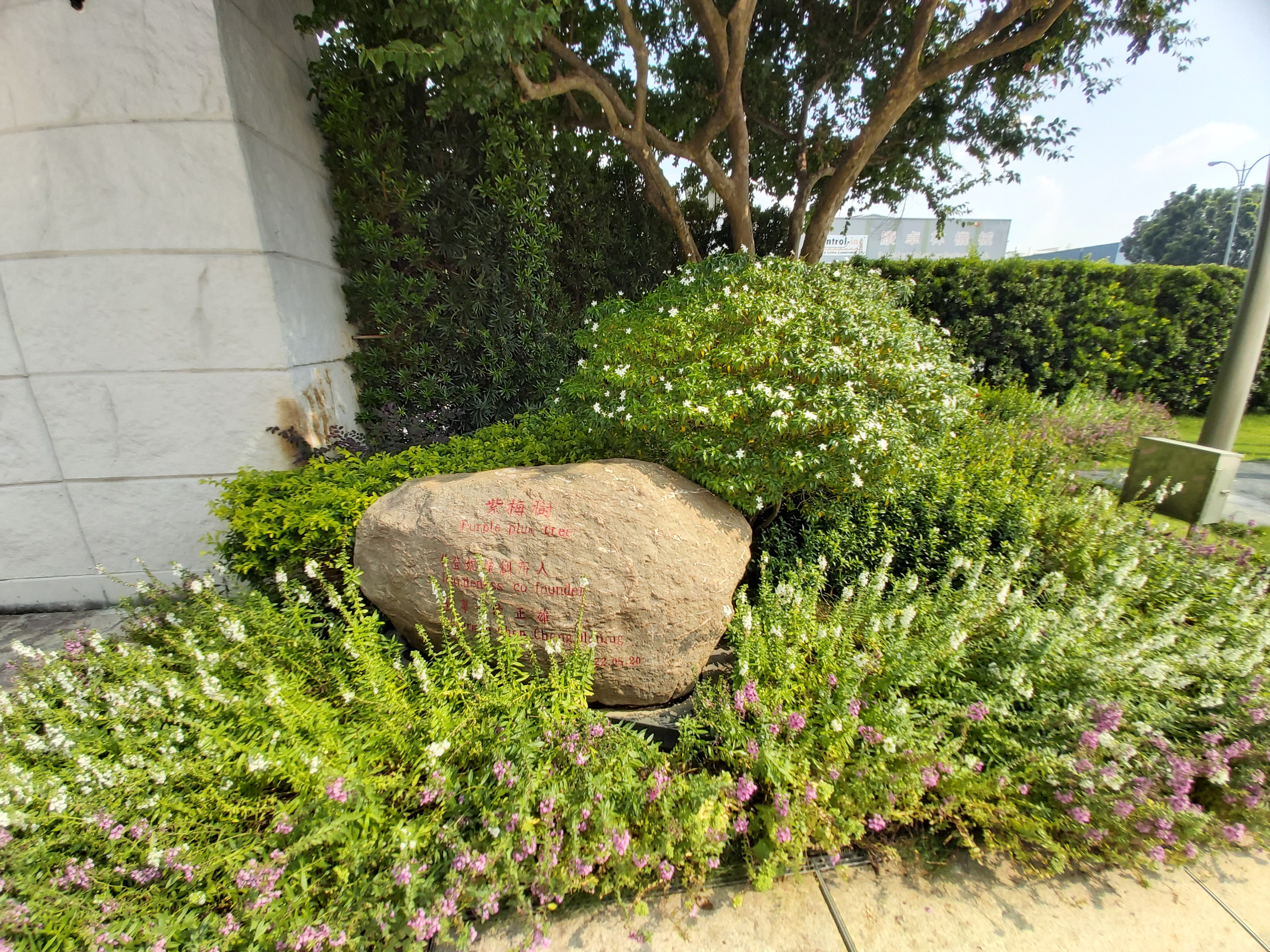
創辦人手植之紫梅樹
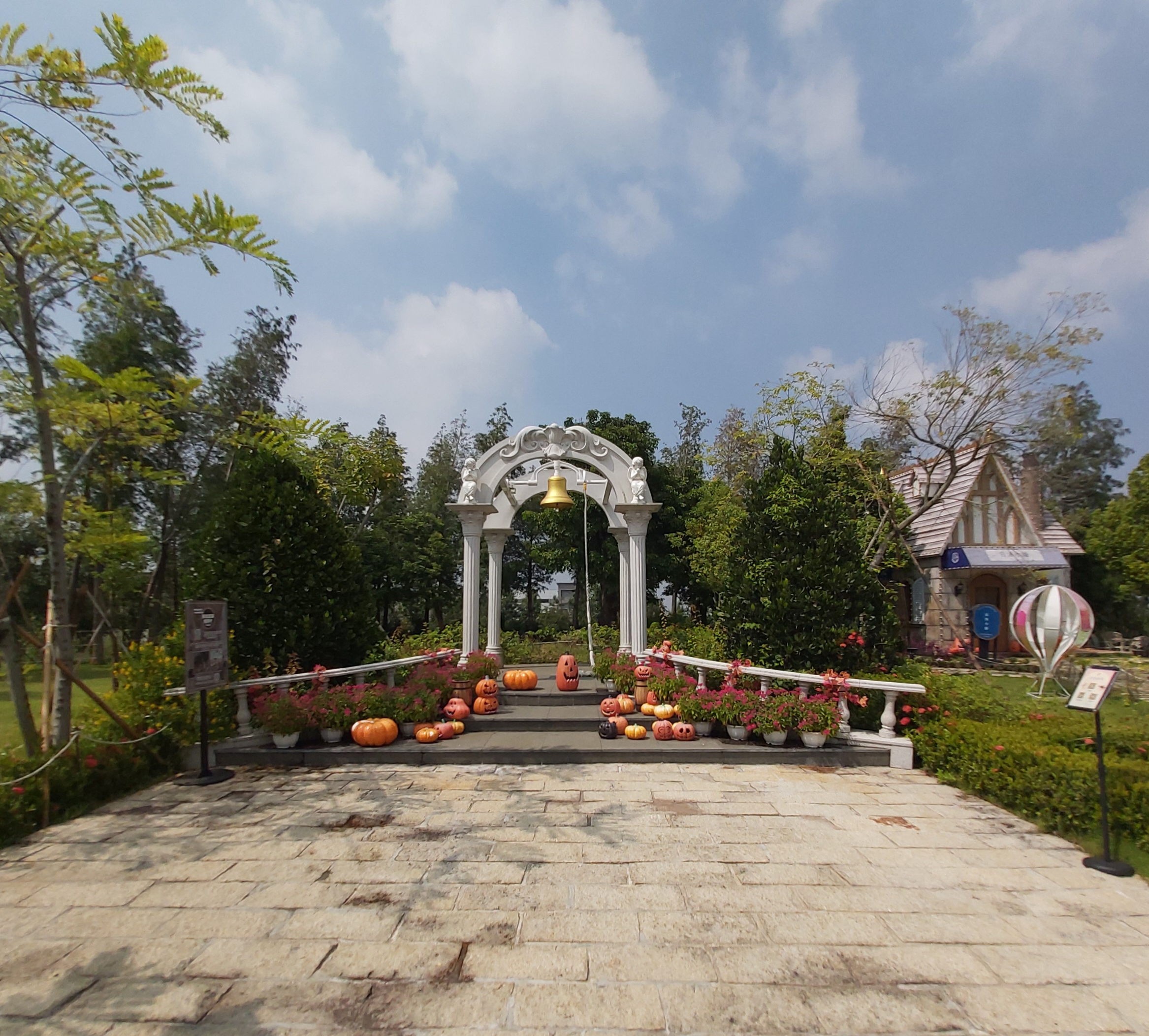
幸福鐘塔與日沐小舖
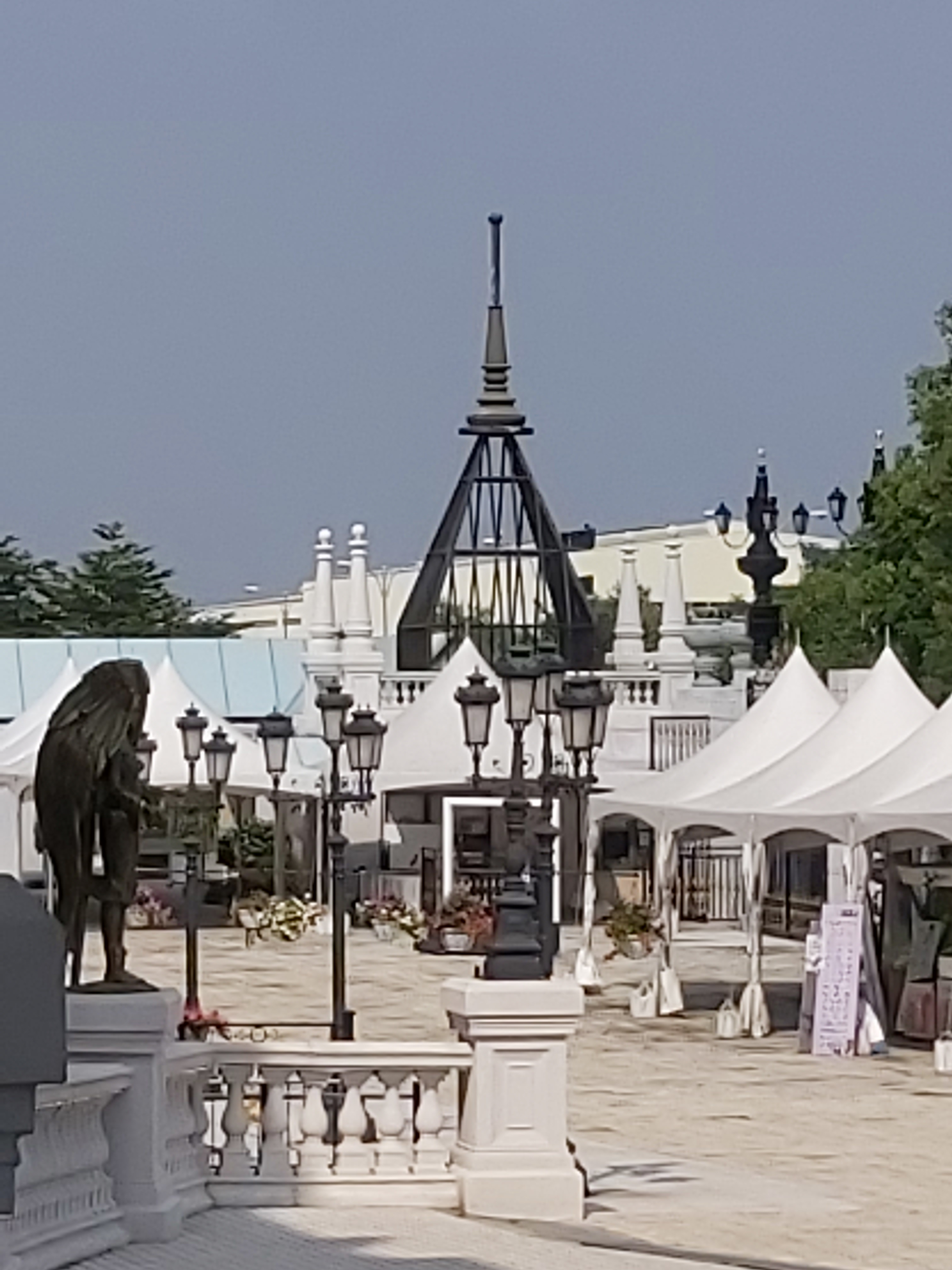
售票亭
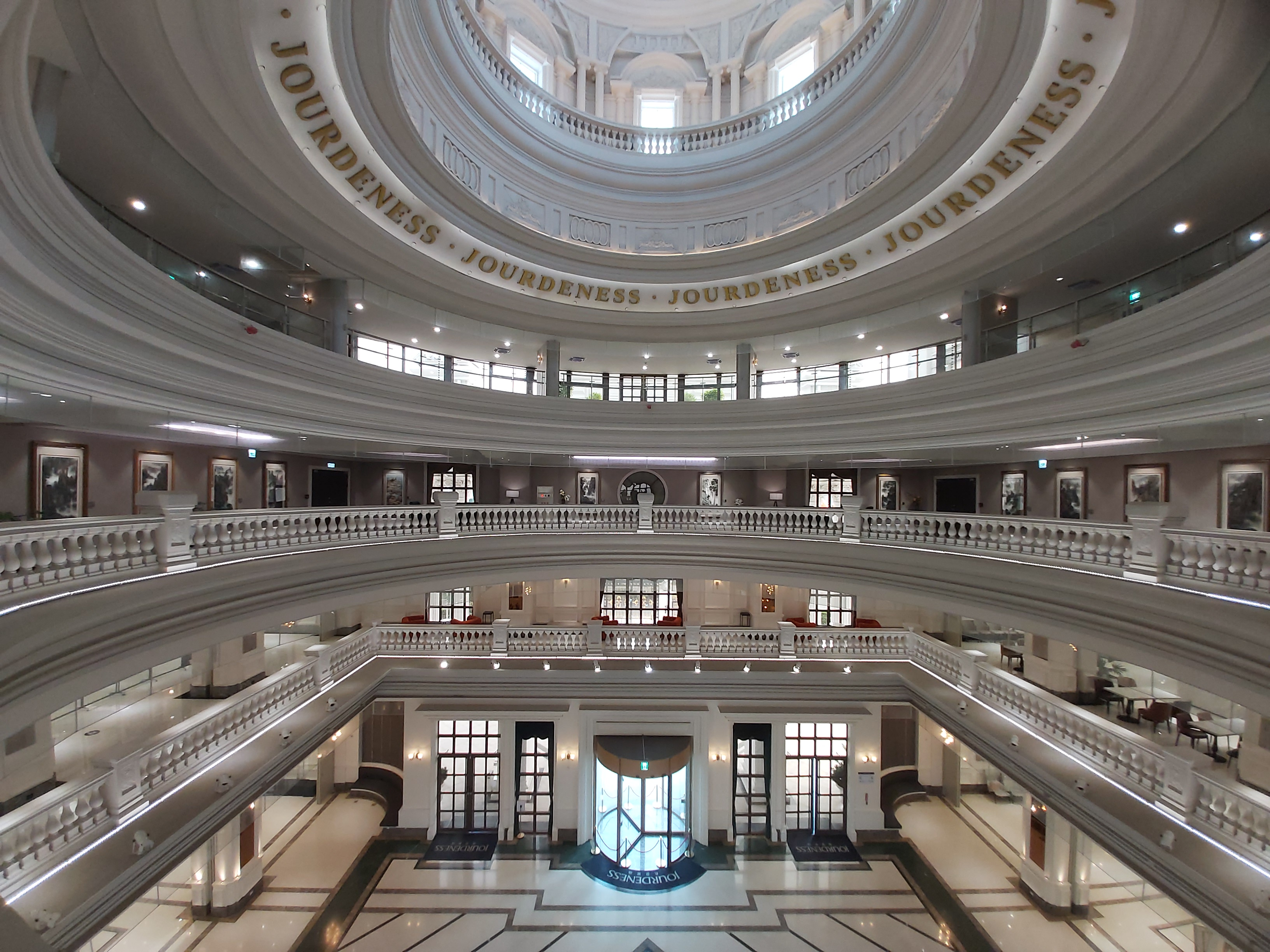
室內
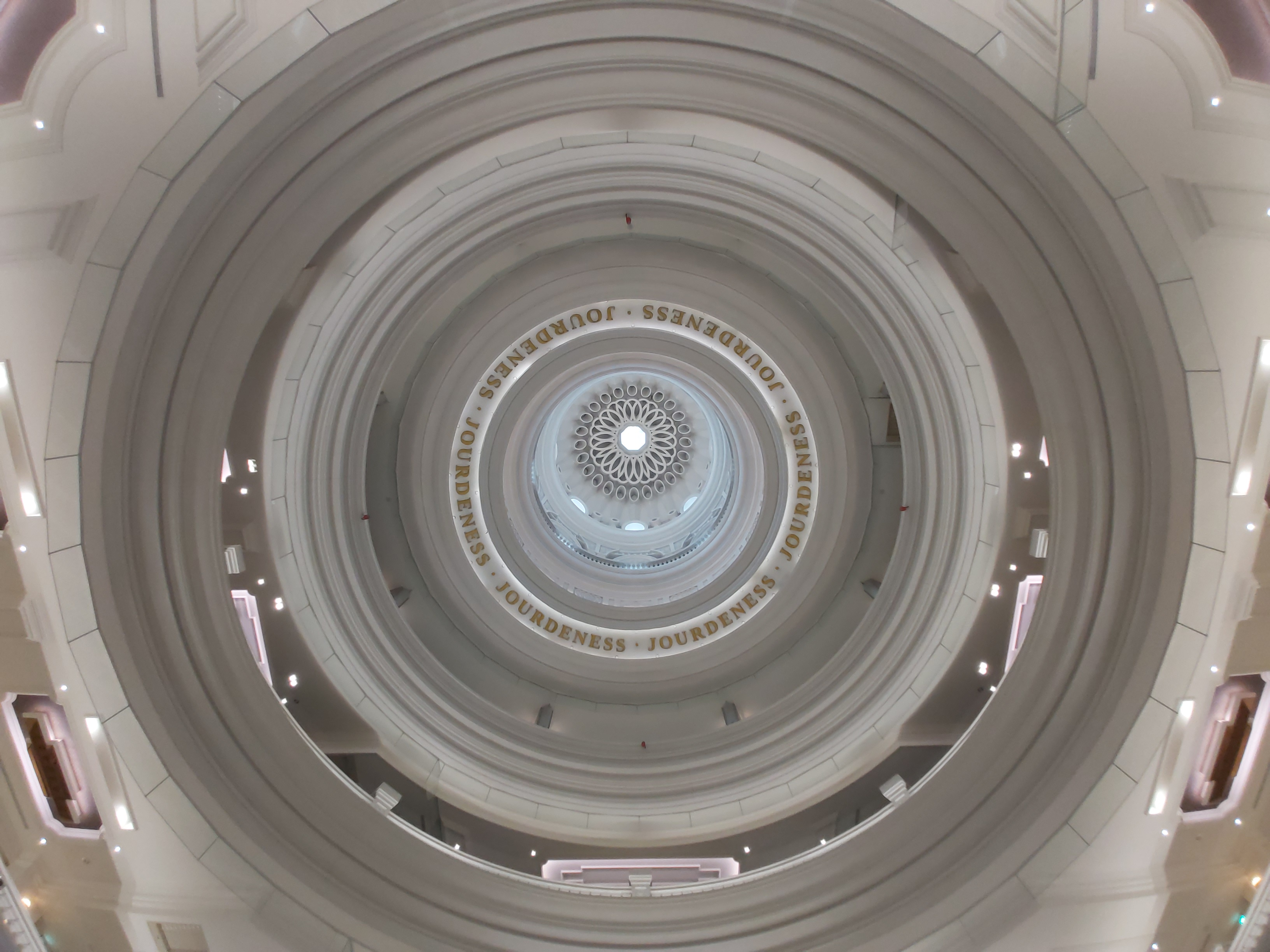
穹頂
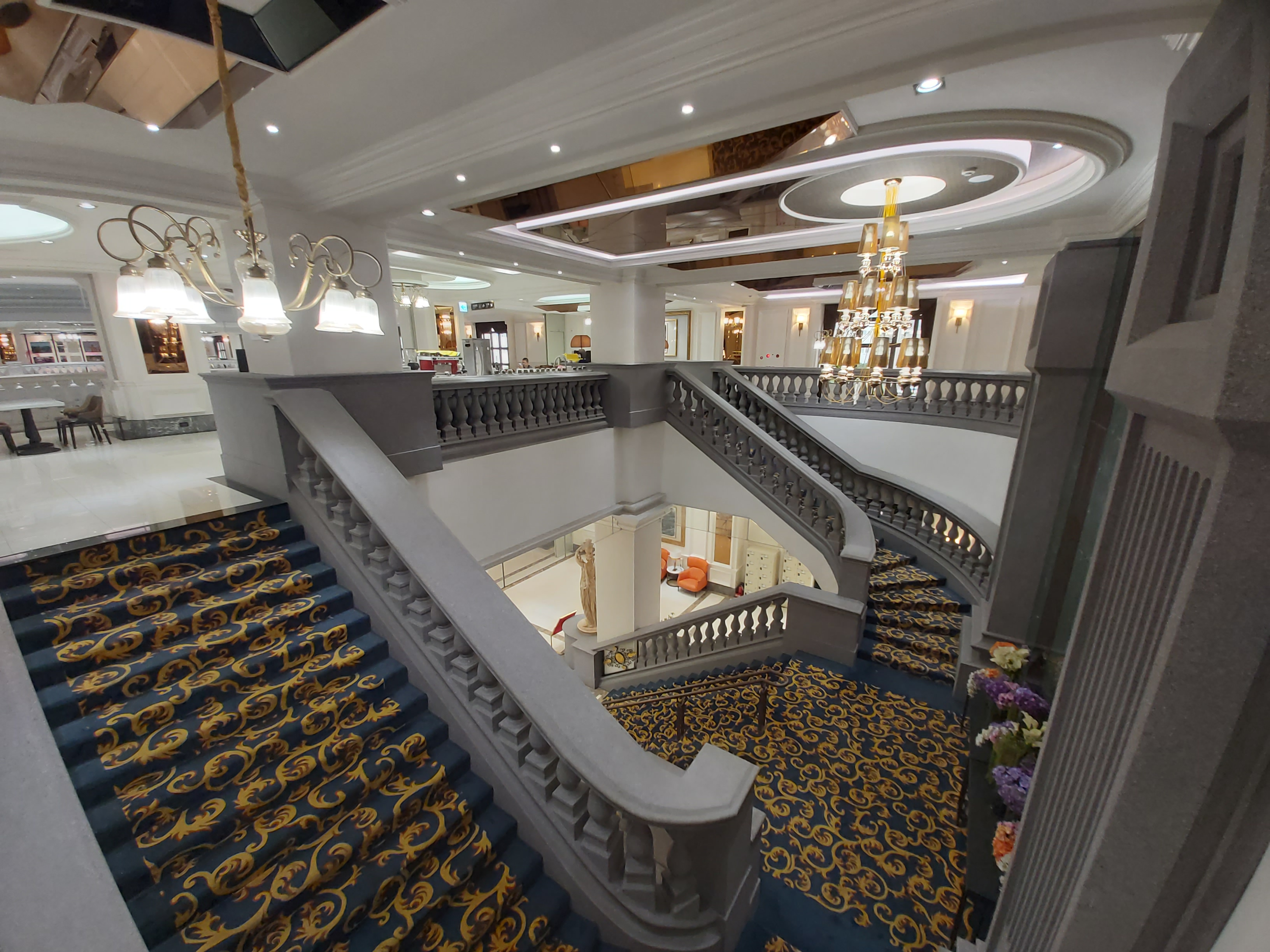
樓梯
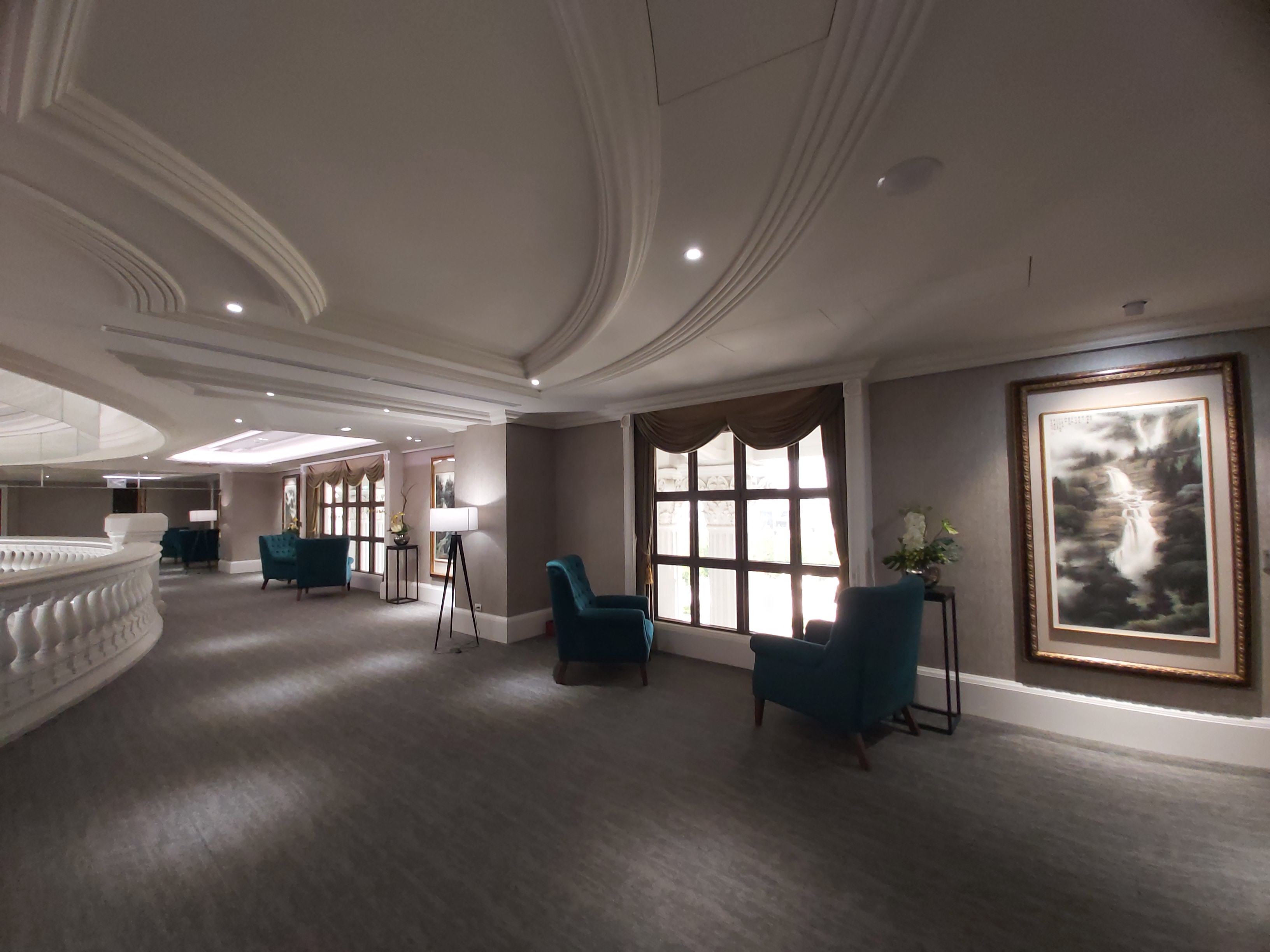
藝術迴廊
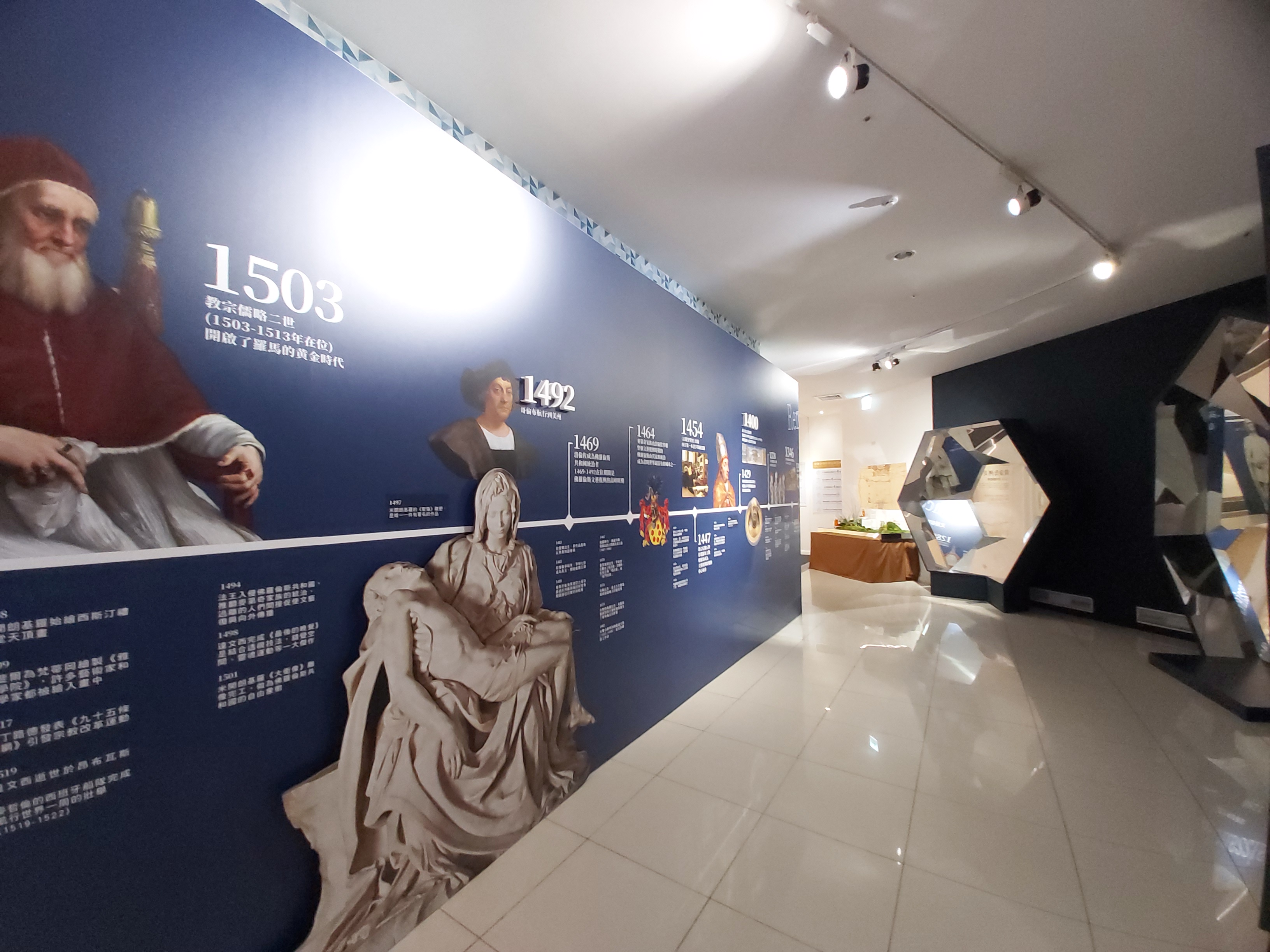
佐美館
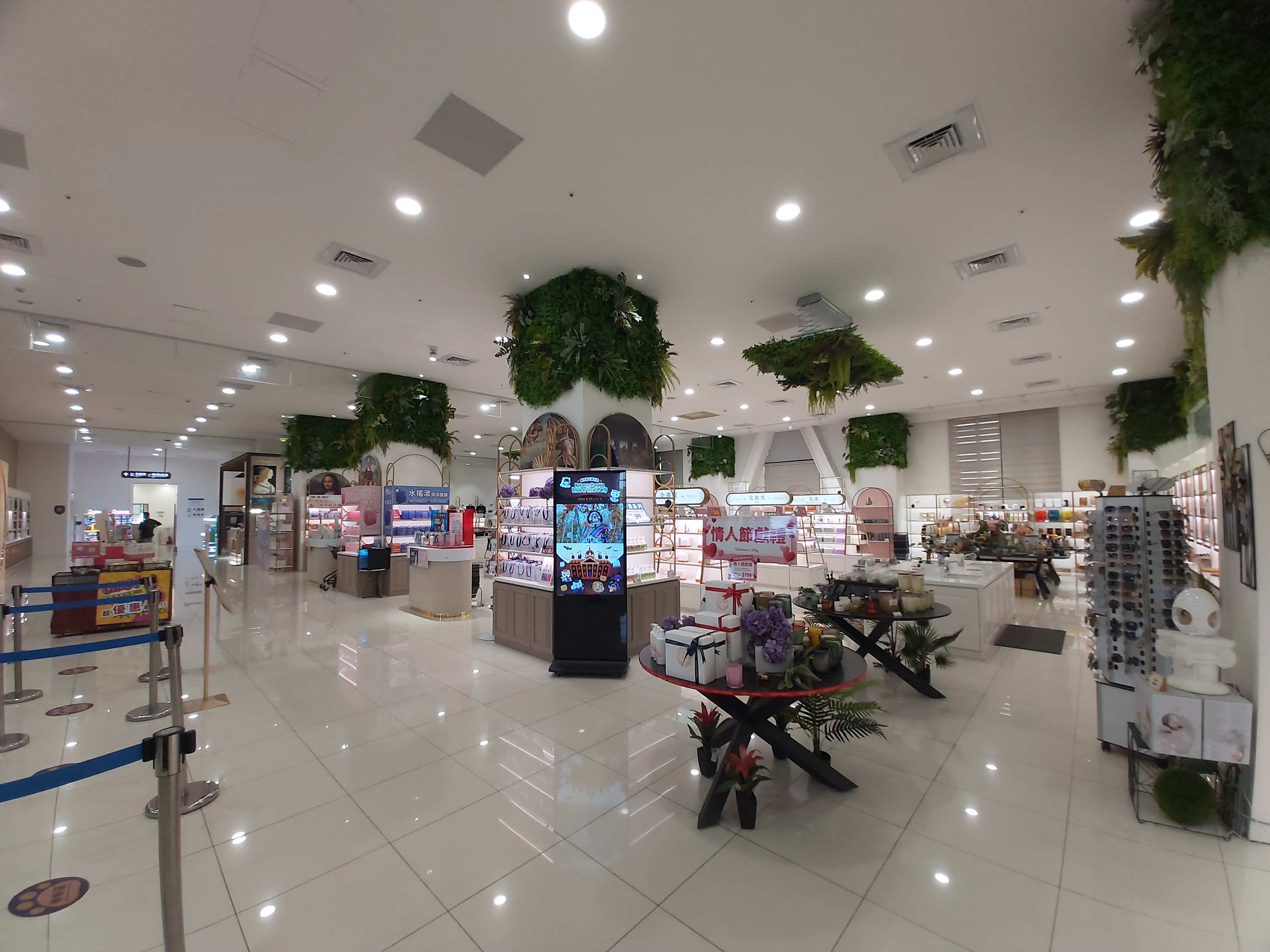
品牌館
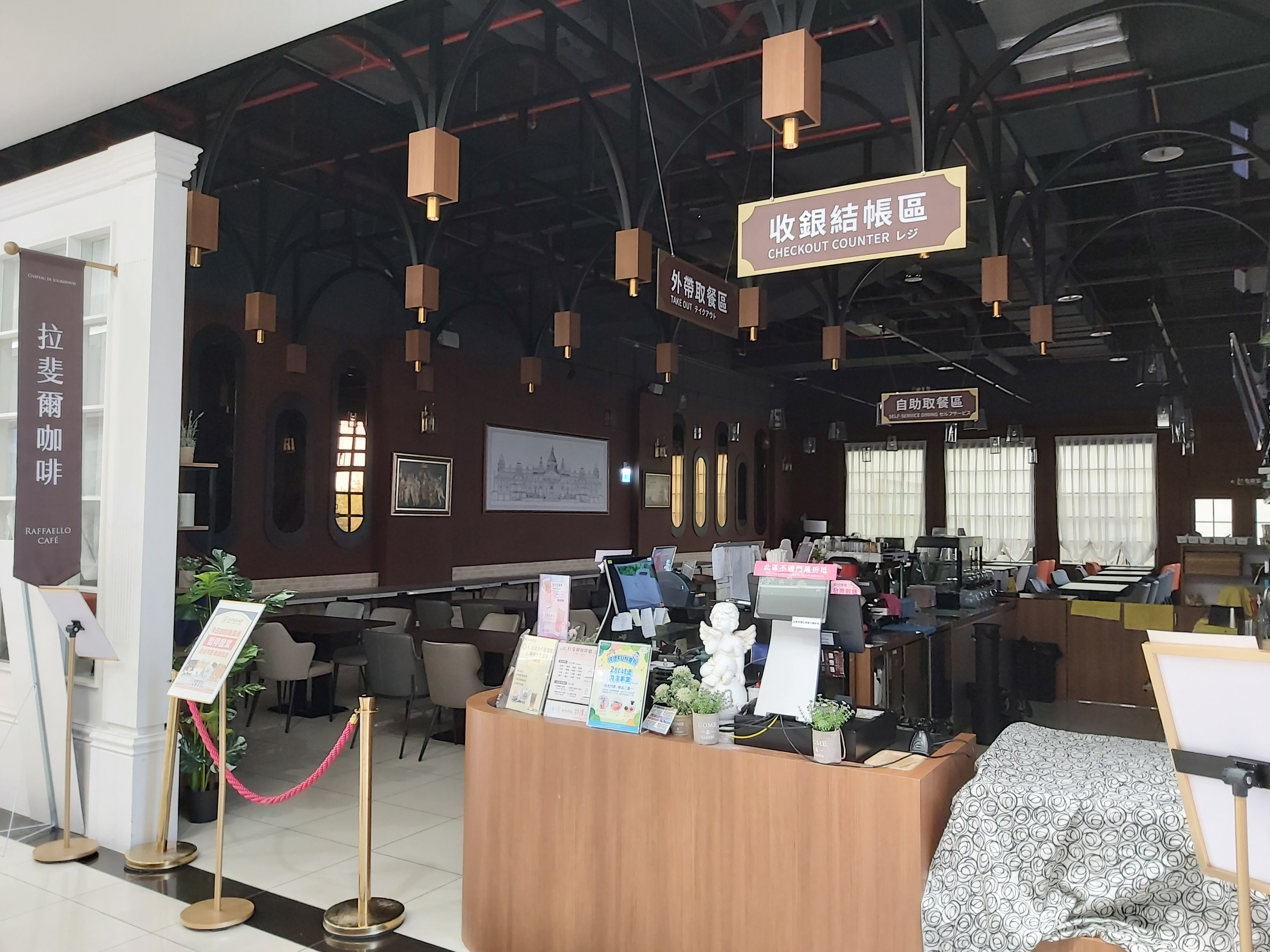
拉斐爾咖啡
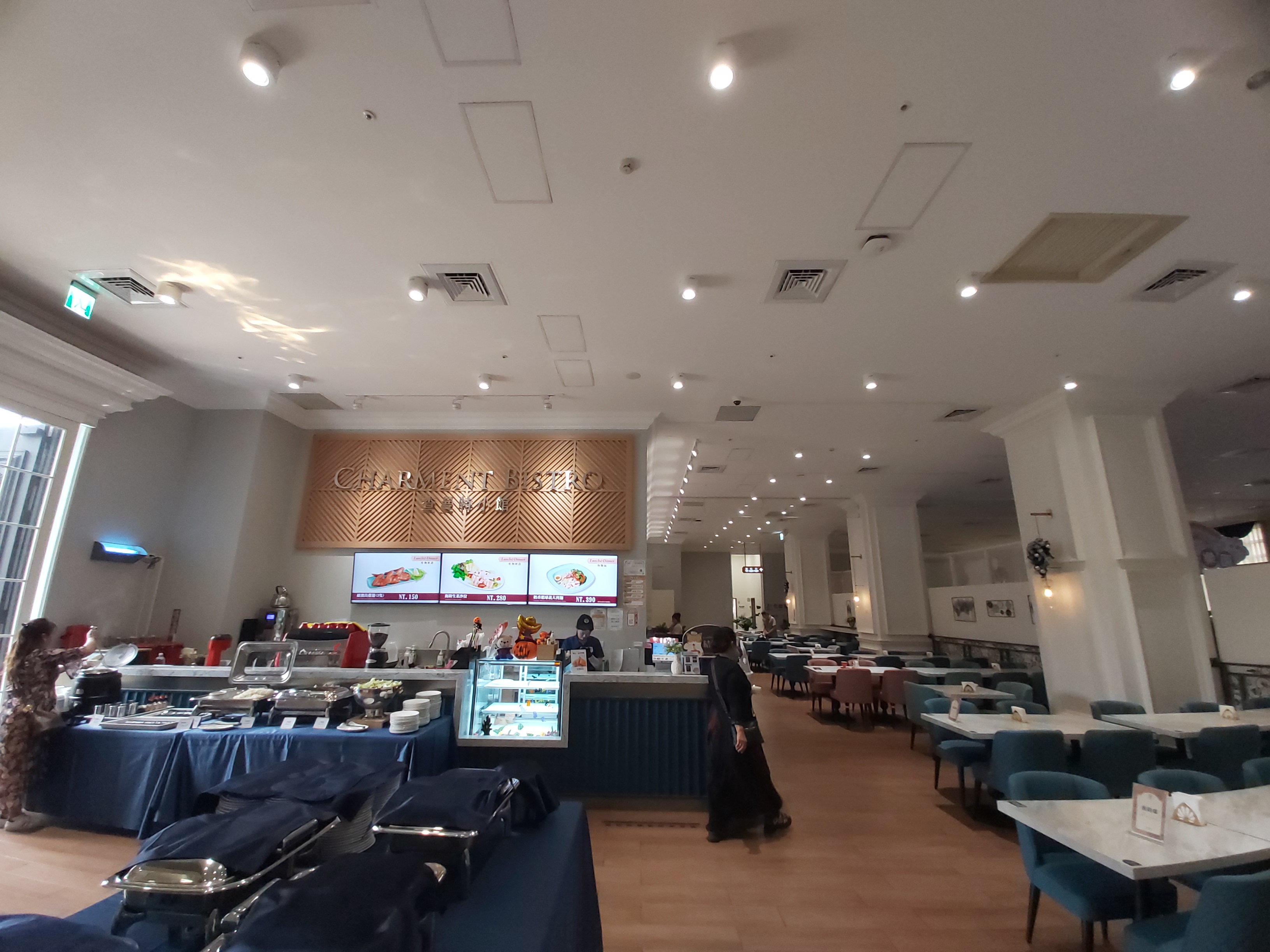
查曼特小館

## 外部連結
- 官方网站
- 佐登妮絲城堡的Facebook專頁
- 佐登妮絲城堡的Instagram帳戶
- 佐登妮絲大埔美生技園區／宇揚設計（THD）